# La mancha de sangre
La mancha de sangre (übersetzt: „Der Blutfleck“) ist ein mexikanischer Film aus dem Jahr 1937. Regie bei diesem melodramatischen Kriminalfilm führte Adolfo Best Maugard, der auch das Drehbuch verfasst hatte.

## Handlung
Das Barmädchen Camelia, gespielt von Estela Inda, arbeitet im Revuetheater Mancha de Sangre. Dort lernt sie den Arbeitslosen Guillermo (José Casal) kennen und freundet sich mit ihm an. Sie verlieben sich, doch Camelias Zuhälter unterbindet die Beziehung, indem er Guillermo aus seinem Etablissement entfernt und ihm den weiteren Zugang verwehrt. Später kehrt Guillermo als erfolgreicher Verbrecher ins Mancha de Sangre zurück. Mit einer Verbrecherbande, der auch Camelias Zuhälter angehört, will er einen Juwelenraub begehen. Letzten Endes kann ihn Camelia aber von der Teilnahme an diesem Verbrechen abhalten. Der Rest der Bande versucht die Juwelen zu rauben und wird dabei entweder getötet oder festgenommen. So können Camelia und Guillermo am Ende unbeschwert von der Vergangenheit in ein gemeinsames Leben starten.

## Hintergrund
Bei La mancha de sangre handelt es sich um den einzigen Film des Künstlers Adolfo Best Maugard. 1942 wurde der Film von der Zensurbehörde zurückgewiesen, im Jahr darauf jedoch wahrscheinlich in geschnittener Fassung aufgeführt. La mancha de sangre galt lange Zeit als ein verlorengegangener Film. In den 1990er Jahren wurde er wiedergefunden und teilweise restauriert. Die heute bekannte Fassung hat noch eine Laufzeit von 51 Minuten. Der Film wurde von Francisco Beltran, Miguel Ruiz und der Gesellschaft APHJH produziert. Den Vertrieb übernahm 1943 jedoch die Produktionsgesellschaft Producciones Mier y Brooks S. de R.L. y C.V.